# Tōgen Anki
Tōgen Anki (桃源暗鬼?) es una serie de manga japonesa escrita e ilustrada por Yura Urushibara. Se ha serializado en la revista de manga shōnen Weekly Shōnen Champion de Akita Shoten desde junio de 2020. Una adaptación de la serie el anime de Studio Hibari se estrenó el 11 de julio de 2025.

## Sinopsis
Shiki Ichinose es un adolescente rebelde que vive con su padre adoptivo, Tsuyoshi. Un día, son atacados repentinamente por un asesino. Shiki pronto descubre la impactante verdad: él es un Oni y Tsuyoshi fue un cazador de Oni, Momotarou, antes de irse a criarlo. Tras la muerte de Tsuyoshi, Shiki se ve envuelto en el prolongado conflicto entre Oni y Momotarou, mientras jura sobrevivir y vengarse.

## Personajes
Shiki Ichinose (一ノ瀬 四季 Ichinose Shiki?)
 Seiyū: Kazuki Ura, Ángel Rodríguez (español latino), Ángel de Gracia (castellano), Aadir Hernández (español latino, niño),  Conchi Ramírez (castellano, niño).
Naito Mudano (無陀野 無人 Mudano Naito?)
 Seiyū: Hiroshi Kamiya, Jaime Carrillo (español latino), Jaume Cuartero (castellano).
Jin Kougasaki (皇后崎 迅 Kōgasaki Jin?)
 Seiyū: Kōtarō Nishiyama, Enzo Fortuny (español latino), Gerard de la Iglesia (castellano).
Homare Byobugaura (屏風ヶ浦帆稀 Byobugaura Homare?)
 Seiyū: Manaka Iwami, Jessica Ángeles (español latino), Roser Vilches (castellano).
Ikari Yaoroshi (矢颪碇 Yaoroshi Ikari?)
 Seiyū: Shōgo Sakata, Alan Bravo (español latino), Marcel Navarro (castellano).
Juji Yusurube (遊摺部従児 Yusurube Juji?)
 Seiyū: Natsuki Hanae, Arturo Castañeda (español latino), Adrián Pineda (castellano).
Rokuro Kiriyama (手術岾ロクロ Kiriyama Rokuro?)
 Seiyū: Kaitō Miura, Diego Becerril (español latino), Iván Priego Posada (castellano).
Kuina Sazanami (漣水鶏 Sazanami Kuina?)
 Seiyū: Aimi, Ana Lobo (español latino), Laia Vidal (castellano).
Kyoya Oiranzaka (花魁坂 京夜 Oiranzaka Kyōya?)
 Seiyū: Ryōhei Kimura
Tsubakiri Momomiya (桃宮唾切 Momomiya Tsubakiri?)
 Seiyū: Daisuke Kishio, Ana Lobo (español latino)
Yomogi Momokusa (桃草蓬 Momokusa Yomogi?)
 Seiyū: Mariya Ise
Tsuyoshi Ichinose (一ノ瀬剛志 Ichinose Tsuyoshi?)
 Seiyū: Tsuyoshi Koyama, José Luis Orozco (español latino), José García Tos (castellano).
Samidare Momoya (桃屋五月雨 Momoya Samidare?)
 Seiyū: Yasunori Masutani, Gabriel Basurto (español latino), Víctor Viedma (castellano).
Principal (校長 Kōchō?)
 Seiyū: Megumi Ogata, Abraham Toscano (español latino)

## Contenido de la obra

### Manga
Escrita e ilustrada por Yura Urushibara, Tōgen Anki comenzó a serializarse en la revista de manga shōnen Weekly Shōnen Champion de Akita Shoten el 11 de junio de 2020. Akita Shoten ha recopilado sus capítulos individuales en veinticinco volúmenes tankōbon hasta la fecha. El primer volumen se lanzó el 8 de octubre de 2020.
En marzo de 2024, Yen Press anunció que habían obtenido la licencia del manga para su lanzamiento en inglés en América del Norte. La serie también ha sido licenciada en Francia por Kana, en Italia por Panini Comics, y en España por Distrito Manga.

#### Lista de volúmenes
| Volúmenes de manga publicados | Volúmenes de manga publicados | Volúmenes de manga publicados |
| Número                        | Fecha de lanzamiento          | ISBN                          |
| ----------------------------- | ----------------------------- | ----------------------------- |
| 1                             | 8 de octubre de 2020          | ISBN 978-4-253-28001-3        |
| 2                             | 8 de enero de 2021            | ISBN 978-4-253-28002-0        |
| 3                             | 8 de marzo de 2021            | ISBN 978-4-253-28003-7        |
| 4                             | 8 de junio de 2021            | ISBN 978-4-253-28004-4        |
| 5                             | 6 de agosto de 2021           | ISBN 978-4-253-28005-1        |
| 6                             | 8 de octubre de 2021          | ISBN 978-4-253-28006-8        |
| 7                             | 8 de diciembre de 2021        | ISBN 978-4-253-28007-5        |
| 8                             | 8 de marzo de 2022            | ISBN 978-4-253-28008-2        |
| 9                             | 6 de mayo de 2022             | ISBN 978-4-253-28009-9        |
| 10                            | 7 de julio de 2022            | ISBN 978-4-253-28010-5        |
| 11                            | 8 de septiembre de 2022       | ISBN 978-4-253-28011-2        |
| 12                            | 8 de noviembre de 2022        | ISBN 978-4-253-28012-9        |
| 13                            | 6 de enero de 2023            | ISBN 978-4-253-28013-6        |
| 14                            | 7 de abril de 2023            | ISBN 978-4-253-28014-3        |
| 15                            | 8 de junio de 2023            | ISBN 978-4-253-28015-0        |
| 16                            | 8 de agosto de 2023           | ISBN 978-4-253-28016-7        |
| 17                            | 8 de noviembre de 2023        | ISBN 978-4-253-28017-4        |
| 18                            | 5 de enero de 2024            | ISBN 978-4-253-28018-1        |
| 19                            | 7 de marzo de 2024            | ISBN 978-4-253-28019-8        |
| 20                            | 8 de mayo de 2024             | ISBN 978-4-253-28531-5        |
| 21                            | 6 de septiembre de 2024       | ISBN 978-4-253-28531-5        |
| 22                            | 8 de enero de 2025            | ISBN 978-4-253-28534-6        |
| 23                            | 8 de abril de 2025            | ISBN 978-4-253-28537-7        |
| 24                            | 6 de junio de 2025            | ISBN 978-4-253-28539-1        |
| 25                            | 8 de julio de 2025            | ISBN 978-4-253-28541-4        |

### Obra de teatro
En diciembre de 2023, se anunció que la serie recibiría una adaptación teatral, que se presentó en el Tennozu Galaxy Theatre de Tokio del 17 al 24 de febrero de 2024, y en el Theatre Drama City del Umeda Arts Theatre en Osaka del 29 de febrero al 3 de marzo del mismo año.

### Anime
En mayo de 2024, se anunció que la serie recibiría una adaptación al anime. La serie será producida por Studio Hibari y dirigida por Ato Nonaka, con Hiroyuki Hashimoto como asistente de dirección, con Yukie Sugawara supervisando y escribiendo los guiones de la serie, Ryoko Amisaki como diseñadora de personajes y directora de animación en jefe, y Kohta Yamamoto componiendo la música en Pony Canyon. Se estrenó el 11 de julio de 2025 en Nippon TV y sus afiliados como parte del bloque Friday Anime Night. El tema de apertura es «Overnight», interpretado por The Oral Cigarettes, mientras que el tema de cierre es «What is justice?», interpretado por Band-Maid. REMOW obtuvo la licencia de la serie y la transmite a nivel internacional en Amazon Prime Video (excepto en Japón y China continental), Crunchyroll (excepto en Japón y China continental) y Netflix (excepto en Japón), en América del Norte a través de Samsung TV Plus, en América Latina a través de Anime Onegai, en Brasil a través de Bandplay, en Francia a través de Animation Digital Network y en Italia a través de ANIME GENERATION.
El 1 de julio de 2025, se anunció que la serie recibió un doblaje en español latino, la cual se estrenó el 11 de julio. El 26 de julio de 2025, Netflix estrenó un doblaje de la serie al castellano.

## Recepción
El manga fue nominado a los Next Manga Awards 2021 en la categoría impresa. En febrero de 2022, el manga tenía más de 1,2 millones de copias en circulación; más de 1,85 millones de copias en circulación en noviembre de 2022; más de 2,2 millones de copias en circulación en marzo de 2023; más de 2,6 millones de copias en circulación en diciembre de 2023; y más de 3 millones de copias en circulación en mayo de 2024.